# Volkswagen EA111
Volkswagen EA111 — бензиновый двигатель внутреннего сгорания немецкого автоконцерна Volkswagen, находящийся в производстве с 1985 по 2015 год. Устанавливался на автомобили Volkswagen Polo, Volkswagen Golf, Volkswagen Lupo, Volkswagen Touran, Volkswagen Caddy, Volkswagen Scirocco и Volkswagen Passat. Отличительной особенностью является 82-миллиметровый зазор между цилиндрами двигателя. С 2005 года двигатели оснащались турбонаддувом (TSI). С 1982 по 1985 год двигатели поставлялись в ГДР.

## Продукция
- Audi A1
- Audi A2
- Audi A3
- Volkswagen Sharan
- SEAT Altea
- SEAT Arosa
- SEAT Altea
- SEAT Ibiza
- Seat Inca
- SEAT León
- SEAT Toledo
- Škoda Fabia
- Škoda Felicia
- Škoda Octavia (1996)
- Škoda Rapid (2012)
- Škoda Roomster
- Škoda Superb
- Škoda Yeti
- Volkswagen Beetle (A5)
- Volkswagen Bora
- Volkswagen Caddy
- Volkswagen Passat CC
- Volkswagen Eos
- Volkswagen Golf
- Volkswagen New Beetle
- Volkswagen Passat
- Volkswagen Polo
- Volkswagen Scirocco
- Volkswagen Sharan
- Volkswagen Tiguan
- Volkswagen Touran
- Volkswagen Vento